# ريونوسوكي كاميكي
ريونوسوكي كاميكي هو ممثل ومؤدي صوتي ياباني ولد في 19 مايو 1993.

## اعماله

### أفلام أنمي
- الأميرة والطيار - تشارلز كارينو